# ІМХО
ІМХО (ІМГО) — акронім, що походить від англійського англ. «IMHO» — In My Humble Opinion (на мою скромну думку, НМСД), рідше також вважається розшифруванням In My Honest Opinion (відверто кажучи). Іноді — IMO (In My Opinion) (на мою думку, НМД).
Належить до комп'ютерного сленґу. Виник у середовищі любителів наукової фантастики (англ. science fiction fandom), звідки потрапив до Usenet і поширився. Загальновідома абревіатура в електронних мережах.
Вживається переважно для того, щоб вказати на те, що якесь висловлювання чи теза не є загальноприйнятим фактом, а лише особистою думкою автора, яку він нікому не нав'язує. Більше того, вказує на те, що автор не до кінця впевнений, чи правильні його слова.
Сфера вживання — ехоконференції, форуми, чати, електронне листування та інші місця, де письмово висловлюють свою думку про певну річ, на певну тему. В усній мові трапляється зрідка.